# Вулиця Загреблянська (Сміла)
Вулиця Загреблянська — проїзд у місті Сміла Черкаської області. Розпочинається перехрестям з однойменним провулком та закінчується пустирем. Проходить паралельно вул. Семена Морочковського. Названа на честь генерал-майора Червоної Армії, Героя Радянського Союзу Льва Доватора.